# 第一次ディープボトムの戦い
第一次ディープボトムの戦い（だいいちじディープボトムのたたかい、英: First Battle of Deep Bottom、またはダービータウンの戦い、ストロベリープレーンズの戦い、ニューマーケット道路の戦い、グラベルヒルの戦いと様々に呼ばれる）は、南北戦争中の1864年7月27日から29日、バージニア州ヘンライコ郡で起きた戦闘である。6月に始まったピーターズバーグ包囲戦の中で、一か月以上膠着状態が続き、北軍はトンネルを掘って南軍陣地を爆破する準備を進めていた（7月30日のクレーターの戦い）。その動きについて南軍防衛線の気を逸らすために、ウィンフィールド・スコット・ハンコック少将とフィリップ・シェリダン少将の指揮する軍団が、アメリカ連合国の首都リッチモンドと鉄道を脅かす遠征に派遣された。この北軍の歩兵軍団と騎兵軍団はベイリーのクリークとファッセルのミルにある南軍の防御陣地を破ることができずに引き返したが、南軍のピーターズバーグに置いた勢力を一時的に減らすという別の目的は達した。

## 背景
ディープボトムとは、リッチモンド市からは南東に11マイル (18 km)、ヘンライコ郡を流れるジェームズ川沿いで、ジョーンズネックと呼ばれる馬蹄形をした屈曲部近辺を地元で呼ぶ名称だった。川の南岸にあるバミューダハンドレッドからは都合のよい渡河地点だった。
ユリシーズ・グラント中将は、1864年6月15日から18日に南軍の防衛線に対する最初の攻撃（第二次ピーターズバーグの戦い）を掛け、突破に失敗した後、ピーターズバーグ市の包囲を始めた。北軍の騎兵隊がピーターズバーグに至る鉄道を遮断するために、6月22日から7月1日にウィルソンとカウツによる襲撃を行う一方で、グラントとその配下の将軍達はピーターズバーグの要塞に対する襲撃を再開する作戦を練った。その7月30日に予定される攻撃はクレーターの戦いと呼ばれることになった。グラントはピーターズバーグでの成功の機会を増やすことを期待し、リッチモンドに対する作戦を立てた。それには南軍のロバート・E・リー将軍がピーターズバーグの防衛線から勢力を割いて反撃する可能性があると考えられた。
グラントはウィンフィールド・スコット・ハンコック少将が指揮するポトマック軍第2軍団と、フィリップ・シェリダン少将の騎兵2個師団に、舟橋で川を渡ってディープボトムに行き、アメリカ連合国の首都リッチモンドに向かって前進するよう命令した。ロバート・S・フォスター准将の指揮するジェームズ軍第10軍団の1個師団が既に、上流にある別の舟橋で川を渡り、北岸で橋頭堡を確保していた。グラントの作戦は、ハンコック隊が南軍をチャフィンの崖で釘付けにし、可能ならばリッチモンド市を攻撃するシェリダンの騎兵隊に対抗できる援軍を出せないようにすることを要求していた。これができなければ（グラントはその方がありそうなことと考えていた）、シェリダンが市の北と西を乗りまわし、シェナンドー渓谷からリッチモンド市に物資を供給するバージニア・セントラル鉄道を遮断するという命令を出していた。
南軍のリッチモンドを守る堡塁はリチャード・イーウェル中将が指揮していた。リーがハンコック隊の差し迫った動きを見い出したとき、リッチモンドの前線を16,500名まで補強するよう命令した。ジョセフ・B・カーショー師団の4個旅団がリッチモンドを守る部隊に合流した。そこはジョン・S・フルトン大佐の旅団、およびカドマス・M・ウィルコックス少将師団からジェイムズ・H・レーン准将とサミュエル・マクガワン准将の旅団が守っていた。この援軍はニューマーケット道路（現在のバージニア州道5号線）を東に移動し、ニューマーケット・ハイツの東面に陣取った。

## 戦闘

### 7月27日

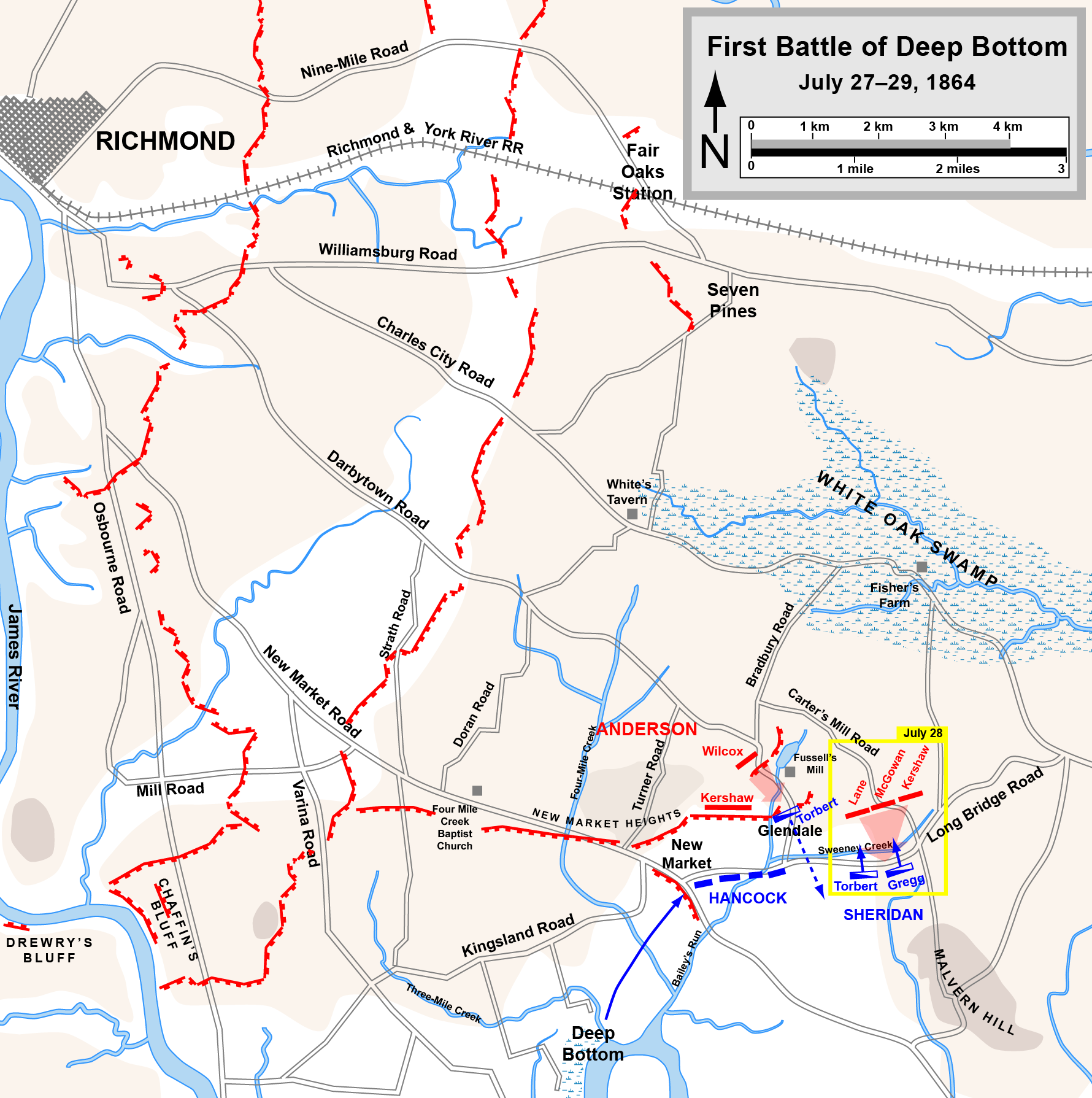
第一次ディープボトムの戦い配置図
南軍
北軍

ハンコック隊とシェリダン隊は7月27日午前3時から舟橋を使って川を渡った。第2軍団はジョン・ギボン少将の師団を左翼に、フランシス・C・バーロー准将の師団を中央に、ガーシャム・モット准将の師団を右翼に置いて前進した。ニューマーケット道路沿いにあった南軍の射撃壕を破り、大砲4門を捕獲し、ロングブリッジ道路に向けて前進を続けた。南軍の砲火で乱されたものの、モットの歩兵部隊がそれを鎮圧し、第2軍団はベイリーのクリーク東岸、ニューマーケット道路からファッセルのミル近くまで陣を取った。シェリダンの騎兵隊は水車池を見下ろす右翼の高台に進んだ。アルフレッド・T・A・トーバート准将の騎兵師団がファセルのミル近くで高台を確保したが、ジョージア第10および第50連隊の反撃で追い落とされた。ベイリーのクリーク西岸にある南軍の工作物は厄介なものだったので、ハンコックをそれを攻撃しないことに決め、その日の残り時間は偵察を行って過ごした。
ハンコック隊がベイリーのクリークで滞留している間に、ロバート・E・リーはグラントの期待通りにピーターズバーグからさらに多くの援軍を送り始めた。ディープボトム地域の指揮をリチャード・H・アンダーソン中将に任せ、ヘンリー・ヒース少将の歩兵師団とW・H・F・"ルーニー"・リー少将の騎兵師団を送った。リッチモンド守備隊から兵士が急遽派遣されて塹壕造りを手伝った。

### 7月28日
7月28日朝、グラントはハンコック隊に第19軍団から1個旅団を援軍に送り、それでギボンの師団がニューマーケット道路沿いの陣地から動いて南軍左翼の攻撃を支援できるようになった。シェリダン隊はグラベルヒルに前進して南軍の左翼を回り込もうとしたが、南軍の攻撃で妨害された。レーン、マクガワン、カーショーの3個旅団（カーショーは師団長になる前にその旅団を指揮していた）がシェリダンの右翼を攻撃した。北軍騎兵隊は浅い稜線の背後に腹ばって戦闘隊形を執った。南軍が頂上を越えて突撃すると北軍の連射カービン銃からの激しい銃火を受けた。シェリダンの予備隊は乗馬しており、南軍を追撃して200名近くを捕虜にした。南軍は北軍の大砲1門を捕獲した後にその工作物に後退した。

## 戦いの後
7月28日午後までに、ハンコックは妨害なくディープボトムの渡河地点まで戻れるように、その師団の再配置を行った。それ以上の戦闘は起こらず、リッチモンドと鉄道に対する攻撃は中止された。グラントはこの作戦でかなりの勢力の南軍部隊を前線から動かさせたことに満足し、7月30日のクレーターの攻撃を決行することを決めた。その夜ハンコックの軍団からモットの師団をピーターズバーグの塹壕に送るよう命令し、それで第18軍団が攻撃を支援できる陣地に就くことができた。第2軍団の残り師団と騎兵隊は7月29日にジェームズ川を渡って戻った。
第一次ディープボトムの戦いで、北軍の損失は総計488名（戦死62名、負傷340名、不明/捕虜86名）だった。南軍の損失は総計679名（戦死80名、負傷391名、不明/捕虜208名）だった。同年8月13日から30日に、基本的に同じ地域で第二次ディープボトムの戦いが起こった。